# Parafia św. Bartłomieja Apostoła w Rybiu
Parafia pw. Świętego Bartłomieja Apostoła w Rybiu – parafia rzymskokatolicka należąca do dekanatu raszyńskiego, archidiecezji warszawskiej, metropolii warszawskiej Kościoła katolickiego.

## Historia parafii
Parafia erygowana 1 marca 1988 roku przez kardynała Józefa Glempa.

## Proboszczowie parafii
- ks. prał. Bartłomiej Kapałka (1988–2016, budowniczy kościoła)[1]
- ks. prał. dr Dominik Koperski (2016–2024)
- ks. kan. dr Andrzej Pawlak (od 2024)[1]